# Sport v Třebíči

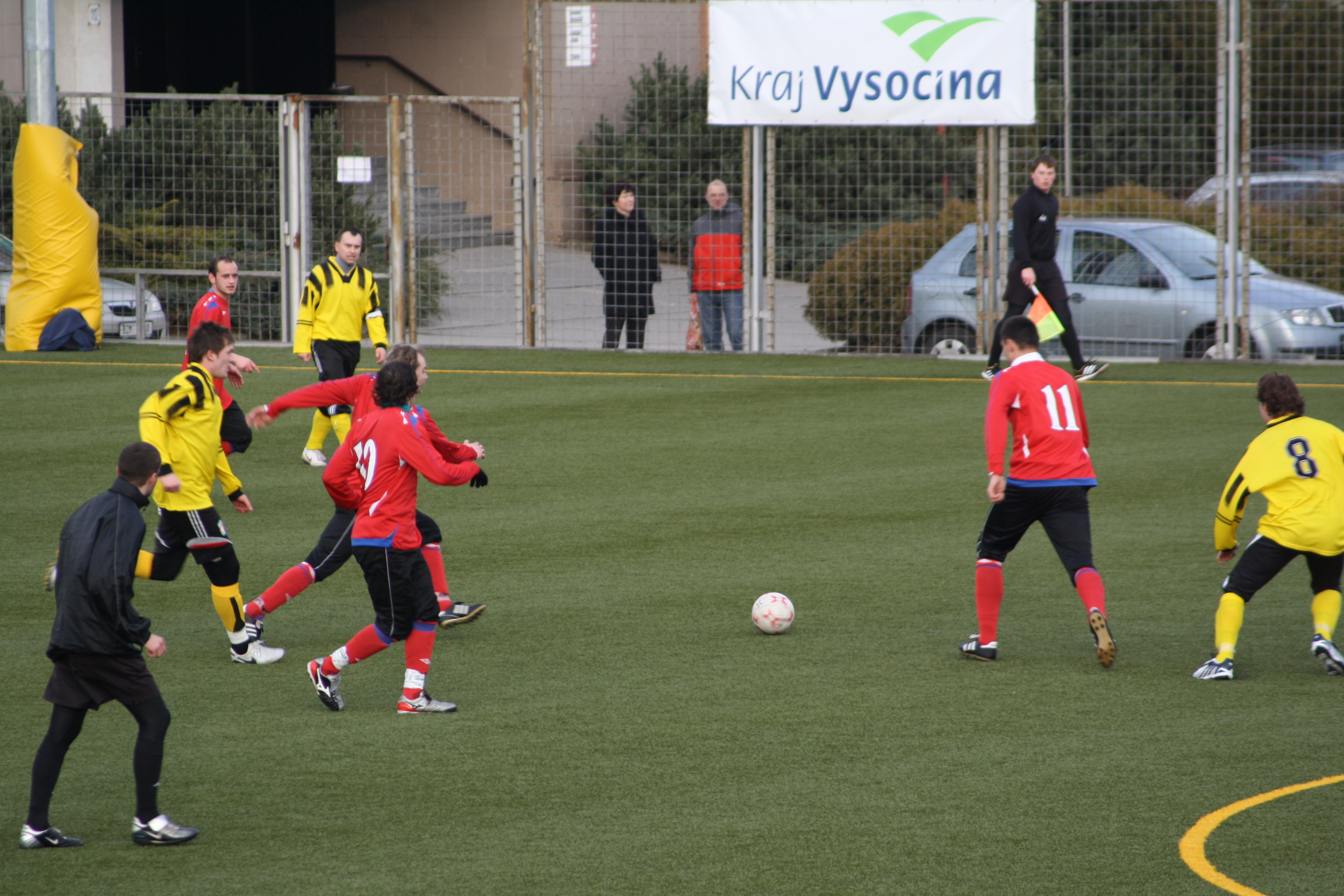
Fotbalový tým HFK Třebíč na svém hřišti

V Třebíči se daří rozličným sportům, z tohoto města pochází mnoho úspěšných sportovců. V Třebíči se nachází několik sportovišť.

## Historie
V roce 1907 byl v Třebíči založen klub kopané (Akademický kroužek), v roce 1909 začala historie třebíčské atletiky. V roce 1928 posléze byl založen i klub ledního hokeje (pozdější SK Horácká Slavia), roku 1944 byl založen první klub basketbalu v Třebíči (pozdější TJ Třebíč), ten následně přesunul svoje působení do tělocvičny postavené v roce 1955. V roce 1938 byla postavena kuželkářská dráha v Borovině a v roce 1939 vznikl sportovní kuželkářský klub. V roce 1992 byl založen triatlonový klub v Třebíči. V roce 2004 byl založen i florbalový klub Snipers.
V osmdesátých letech 20. století byl založen první baseballový klub v Třebíči, v roce 2011 byl otevřen nový stadion baseballu v lokalitě Na Hvězdě.

## Sportovní dění
V roce 2009 bylo oznámeno, že k areálu krytého bazénu Laguna bude přistavěn aquapark s atrakcemi, ten nakonec byl otevřen v roce 2013.
V lokalitě Na Hvězdě bylo v roce 2010 otevřeno nové baseballové hřiště. Hrálo se na něm Mistrovství Evropy v baseballu. Hřiště je domovským sportovištěm baseballového klubu Nuclears Třebíč.
Od roku 2019 jsou na sportovištích instalovány automatické defibrilátory, konkrétně byly umístěny do aquaparku Laguna, na koupaliště na Polance, na hřiště Třebíč Nuclears, HFK Třebíč a TJ Spartak Třebíč. V roce 2020 by mělo v lokalitě dřívějšího antukového hřiště ve čtvrti Horka-Domky být vybudováno venkovní kluziště.

### Bažantnice a inline dráha
V roce 2016 bylo oznámeno, že roku 2017 měla být v Třebíči otevřena uzavřená dráha pro cyklisty a in-line bruslaře, měla by vést od rybníka Zámiš až do tzv. Bažantnice. Ke stavbě by mělo dojít nakonec v roce 2020. V roce 2020 v oblasti Bažantnice vzniká 3,5 kilometrů dlouhá dráha pro in-line bruslaře, běžkaře a cyklisty. Součástí bude i zázemí s lavičkami a parkovištěm. Stavba byla zahájena v dubnu roku 2020, dokončena by měla být v říjnu téhož roku. Cena by měla dosáhnout 16 milionů Kč. V červenci téhož roku byla vyasfaltována polovina dráhy, zbytek by měl být dokončen v září. Stavba by měla být uvedena do provozu v listopadu, součástí stavby jsou i tři parkoviště u stezky. V březnu roku 2021 bylo oznámeno, že u Bažantnice by měl být otevřen stánek s občerstvením pro sportovce. V dubnu pak bylo oznámeno, že město usiluje o směnu pozemků pod bývalým baseballovým hřištěm u Zámiše nedaleko začátku dráhy s tím, že by na pozemku chtěla vybudovat pumptrack a skatepark.
V roce 2023 bylo oznámeno, že kromě pumptracku a skateparku by v oblasti bažantnice měla vzniknout malá biatlonová střelnice a oblast by měla být kompletně zalesněna. Spolu s tím by mělo dojít k rekonstrukci bývalého baseballového hřiště u Zámiše, mělo by dojít k přebudování na centrum s občerstvením pro rodiny s dětmi, hřišti a parkovacími místy pro obytná vozidla. Úpravy by měly být hotovy kolem roku 2024 nebo 2025.

### Krytý atletický tunel
V roce 2021 bylo oznámeno, že atletický klub TJ Spartak má hotovou projektovou dokumentaci ke stavbě krytého atletického tunelu, celková cena by měla dosáhnout 41 milionů Kč. Součástí budovy o velikosti 15 × 5 metrů má být ovál o délce 200 metrů. Důvodem stavby má být to, že v zimě atleti nemohou standardně trénovat a krajské závody se v Třebíči také nemohou konat a musí se tak konat v Praze. Výstavbu by mělo financovat město, Národní sportovní agentura a Kraj Vysočina. V souvislosti se zrušenou dotační výzvou Národní sportovní agentury je projekt stavby tunelu ohrožen, žádost o dotaci na stavbu musí atletický klub podat znovu. V roce 2022 bylo oznámeno, že stavba se odkládá, neboť jeho cena byla navýšena o 18 milionů Kč. V roce 2023 bylo oznámeno, že stavba atletického tunelu začne na jaře roku 2024. To se povedlo a do únor roku 2025 byla postavena hrubá stavba a opláštění haly.

## Seznam sportovišť a stadionů v Třebíči

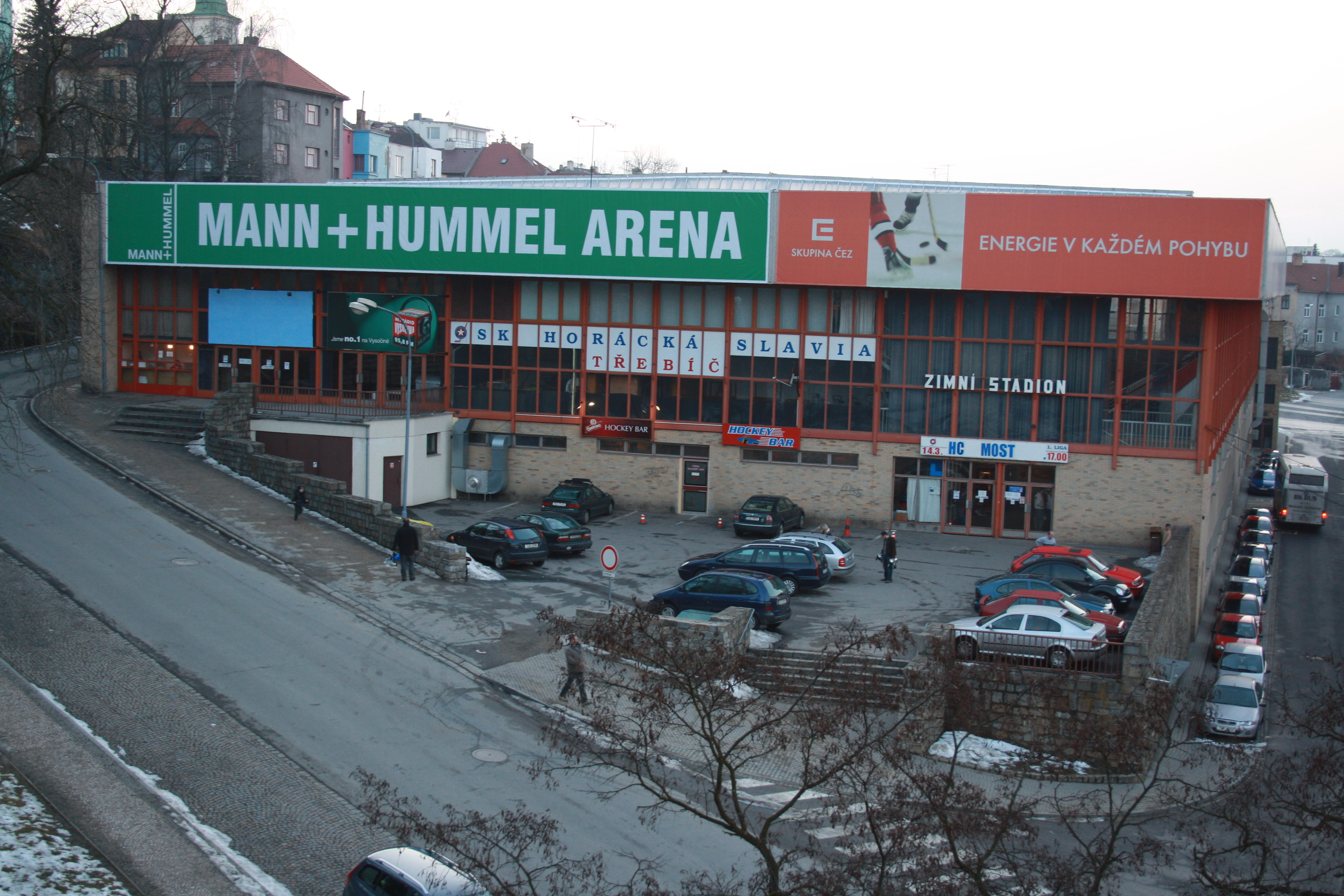
Hokejová Mann+Hummel Arena

- Sportovní areál města Třebíč – správce TJ Spartak Třebíč (atletika, fotbalové hřiště, sportovní hala)
- Sportovní stadion TJ Sokola Třebíč (atletika, fotbalové hřiště, sportovní hala, nohejbalové hřiště)
- Zimní stadion SK Horácké Slavie Třebíč (ledová a umělá plocha)
- Baseballové hřiště Třebíč Nuclears u rybníka Zámiše
- Víceúčelová hala TJ OA Třebíč (florbal, volejbal)
- Tenisové kurty u nemocnice kde je přes zimu zprovozněna přetlaková hala a u areálu TJ JEDU
- Tenisová hala – Sportovní areál Na Holečku (pod Billou) – 2 kryté kurty s celoročním provozem
- Petanquové hřiště
- Fotbalový stadion Borovina
- Fotbalový stadion HFK Třebíč
- Floorbalový (dříve hokejbalový a házenkářský) stadion HBC Slzy Třebíč, bylo rekonstruováno v roce 2022 a nově na něm trénují floorbalisté[23]
- Říční lázně Polanka
- Plavecký bazén Laguna
- Sportovní hala Leopolda Pokorného – TJ Třebíč (karate, basketbal, kuželky, taekwon-do, řecko-římský zápas) – v ní byl v roce 2024 rekonstruován povrch palubovky, ten byl starý stejně jako hala, tj. z osmdesátých let.[24]
- V roce 2017 byl vypracován projekt pumptracku a skateparku v lokalitě Na Záhumenici v Týně. Prozatím nebyl realizován.[25]
- V roce 2020 bylo vybudováno venkovní kluziště nedaleko baseballového hřiště v Horce-Domcích.[26] Stavba byla dokončena v říjnu roku 2020. Stavba je v majetku města Třebíče. Cena sportoviště je 13,6 milionu Kč.[27] Venkovní kluziště bylo otevřeno v prosinci roku 2020. Velikost plochy je 40 na 20 metrů, kapacita je 150 bruslařů.[28]
- V roce 2020 byla postavena dráha pro in-line bruslaře o délce 3,5 km nedaleko lokality Bažantnice.[29] Ta byla slavnostně otevřena v říjnu roku 2020.[30]

## Seznam sportovních celků v Třebíči

### Fotbal
- AFK Třebíč (1908–1909)
- ČSK Třebíč (1909–1923)
- DSK Třebíč (1910–1952)
- SK Achilles Třebíč (1919–1923)
- SK Hakoah Třebíč (1920–1925)
- ČAFK Třebíč (1921–1925)
- Sportovní sdružení Podklášteří (1925–1927)
- SSK Třebíč (1923–1927), vznikl sloučením Achilla a ČSK
- SK Horácká Slavia Třebíč (fotbal) (1928–1948)
- TJ BOPO Třebíč (1936–2002)
- SK Předklášteří (1940–1948)
- TJ Spartak Třebíč (1953–1986)
- DSO Tatran Třebíč (1953–1956)
- DSO Slavoj Třebíč (1953–1956)
- TJ RH/SKP Třebíč (1978–1995)
- TJ Třebíč (fotbal) (1986–1992)
- FC Slavia Třebíč (1992–2002)
- HFK Třebíč (od 2002)
- SK Fotbalová škola Třebíč (od 1998, muži od 2016)

### Hokej
- SK Horácká Slavia Třebíč – Hokejový klub

### Plavání
- Plavecký oddíl Třebíč – plavání

### Míčové hry
- Třebíč Nuclears – baseballový klub
- TJ Třebíč basketbal – basketbalový oddíl
- VK Třebíč – Volejbal na OA Třebíč
- HBC Slza Třebíč – hokejbalový klub
- HTK Třebíč – Tenisový klub za nemocnicí v Třebíči

### Kuželky
- TJ Třebíč – kuželkářský oddíl – do roku 1986 jako TJ Spartak Třebíč
- TJ BOPO – kuželkářský oddíl

### Gymnastika
- ASPV TJ Bopo Třebíč – sportovní a moderní gymnastika
- SK MG Baver Třebíč – klub moderní gymnastiky

### Atletika
- TJ Spartak Třebíč – atletický oddíl – 1. liga

### Ostatní sporty
- TJ Karate Třebíč
- TJ BOPO – kulečník
- TJ Alpin Třebíč – horolezecký oddíl
- SK Wellness Třebíč – klub aerobiku
- Korugyo ITF Třebíč – Taekwondo klub
- Oddíl Orientačního Běhu Třebíč
- Golf Club Třebíč
- Snipers Třebíč – florbalový klub